# The Candy Girl
The Candy Girl è un film muto del 1917 diretto da Eugene Moore (con il nome W. Eugene Moore).

## Trama
Arrivata dalla campagna, Nell si stabilisce a New York dove apre un negozio di caramelle. Gli affari non vanno tanto bene ma, un giorno, la ragazza incontra Jack, un giovanotto di cui si innamora e che la aiuta a superare le difficoltà. I due si sposano e vanno a vivere in casa del padre di Jack. Ben presto, Nell si rende conto che il marito è un tossicodipendente. Pur se il suocero si rende disponibile ad aiutarla per il divorzio, lei preferisce restare accanto al marito, aiutandolo ad uscire dal tunnel della droga.

## Produzione
La Thanhouser Film Corporation ottenne di poter usare per alcune scene del film una ventina di bambini di New York chiedendone il permesso alla Society for the Prevention of Cruelty to Children.
Secondo la Motion Picture News Studio Directory (edizioni del 1917 e del 1918), nel cast appare il nome di John Bowers, mentre The Moving Picture World nomina invece quello di William Bowers. Nel numero di giugno 1917, su The Photo Play Journal apparve una dichiarazione di Philip Lonergan, sceneggiatore del film, che accreditava nel ruolo William Bowers.

## Distribuzione
Distribuito dalla Pathé Exchange (Gold Rooster Play), il film uscì nelle sale cinematografiche statunitensi il 20 maggio 1917.
Non si conoscono copie ancora esistenti della pellicola che viene considerata presumibilmente perduta.